# Robassomero
Robassomero – miejscowość i gmina we Włoszech, w regionie Piemont, w prowincji Turyn.
Według danych na rok 2004 gminę zamieszkiwało 3028 osób, 378,5 os./km².